# COLT Technology Services
La COLT Technology Services (ex COLT Telecom Group) è un'azienda di telecomunicazioni, finanziariamente residente nel Regno Unito, dove è nata ed è maggiormente operativa. Si è sviluppata inoltre in altri paesi europei.
COLT offre soluzioni ad aziende di grandi dimensioni quanto ad aziende medio piccole, la rete europea utilizzata è interamente di proprietà e gestita internamente, si estende in 13 paesi, raggiungendo direttamente in fibra ottica 14.000 edifici business .

## Storia
COLT, acronimo di City Of London Telecommunications, nato nel Regno Unito per iniziativa del Fondo americano Fidelity nel 1992, è uno dei provider leader in Europa per le telecomunicazioni della clientela business. È specializzata nel fornire servizi dati, voce e managed services ad aziende. COLT opera in 13 Paesi, possiede e gestisce una rete di 20.000 km, che include reti metropolitane in 32 delle maggiori città europee con connessioni dirette in fibra ottica in oltre 14.000 edifici.
La ridenominazione da "Colt Telecom" a "Colt Technology Services" ha rappresentato il cambio di rotta dell'azienda che ha spostato il proprio focus sui servizi gestiti nei Datacenters (Managed IT) con il solido supporto di una rete dati ad alte prestazioni sviluppando il paradigma di "Information Delivery Platform" per il business europeo. Lo sfruttamento sinergico di rete dati, capacità computazionale e servizi gestiti IT pongono questa azienda tra le novità più interessanti del panorama ICT continentale.
A partire dalla prima metà del 2014 un nuovo cambio di direzione e del management porta l'azienda a concentrarsi con maggiore determinazione sulle attività di telecomunicazione tradizionali e servizi con minor livello di personalizzazione. L'attività consulenziale e lo sviluppo di soluzioni custom viene relegata ad attività marginale.
Da gennaio 2015 la fusione con la società "cugina" KVH (anch'essa controllata da Fidelity Investments) operante nel far-east e in Giappone rafforza la linea strategica di sviluppo della clientela multinational con interessi in Europa, Nord America ed Asia.
Da marzo 2015 l'espressione "Information Delivery Platform" viene eliminata e la società punta in maniera decisa sul business tradizionale di telecomunicazioni.
Da luglio 2015 l'azienda è acquisita interamente da Fidelity Investments che la ritira dai listini azionari inglesi e statunitensi procedendo ad investimenti di tipo tecnologico e marketing deliberati nel luglio 2016.
Da aprile 2016 le attività specificatamente IT e Cloud Computing sono state cedute al fondo tedesco Aurelius escludendo le infrastrutture Data Center che rimangono a Colt; Colt si profila come "Cloud Enabler" fornendo servizi di connettività ad alte prestazioni con i principali Cloud Providers e con i quali intrattiene stretti rapporti di partnership e sviluppo sinergico di prodotti.
Il 2 novembre 2022, Lumen concorda la vendita delle attività EMEA a Colt.  Lumen Technologies ha concluso un accordo esclusivo con l'azienda di infrastrutture digitali Colt Technology Services per la proposta di vendita delle attività in Europa, Medio Oriente e Africa (EMEA) della prima alla seconda per 1,8 miliardi di dollari.
La transazione estenderà l'infrastruttura di Colt a nuovi mercati geografici, potenziando i servizi e le capacità offerti alle imprese globali e ai partner strategici. Inoltre, offre a Colt l'accesso a una gamma completa di soluzioni di prodotto per aziende diversificate, hyperscaler, pubblica amministrazione e clienti wholesale. L'operazione consente a Colt di soddisfare il crescente traffico IP aziendale e internazionale nell'area EMEA grazie a un'ampia copertura terrestre e sottomarina.

## In Italia
COLT in Italia ha una sua propria rete a Torino, Milano, Roma, Genova, Bologna e uffici commerciali a Milano, Roma e Torino. Ha circa 10.000 clienti e una rete proprietaria che si estende per quasi 5.000 km. L'amministratore delegato di Colt Technology Services SpA in Italia è Carlo Azzola (2021).
Fa parte dell'AIIP.

## Curiosità
È stato fornitore Mediaset per gli utenti che volevano giocare all'interno della trasmissione TV 90 Special.